# Dalhousie (Novo Brunswick)
Dalhousie é uma pequena cidade localizada no Condado de Restigouche na província canadense de New Brunswick, no leste do Canadá.